# Julien Dubois
Julien Dubois (* 1970) ist ein französischer Schauspieler.
Seine wichtigste Rolle verdankt Julien Dubois einem Zufall. 1976 spielte er den Sohn von Jean-Pierre Léaud in einem Film seines Vaters Bernard Dubois, Les Lolos de Lola. Als François Truffaut 1978 den letzten Film des Antoine-Doinel-Zyklus drehte, brauchte er für Liebe auf der Flucht einen Darsteller des Sohnes von Jean-Pierre Léaud (Antoine) und Claude Jade (Christine). Und da sich Liebe auf der Flucht zu fast einem Drittel Rückblenden bedient, konnte Truffaut auf eine Szene zwischen Léaud und Julien Dubois aus Les Lolos de Lola zurückgreifen, so dass Julien Dubois als Alphonse nun ebenfalls eine fiktive Vergangenheit hatte. Somit spielte Julien Dubois Alphonse Doinel, den Sohn von Antoine und Christine Doinel, der in Tisch und Bett noch von vier Mädchen gespielt wurde.
Weitere wichtige Rollen waren 1980 die Hauptrolle des Julien in Bernard Dubois’ Im letzten Sommer des Krieges, der Fabien im Episodenfilm Paris vu par… 20 ans après (1984), der Jeannot in Passage secret (1985) und der Fla-Fla in Gérard Jugnots Scout toujours….
In späteren Jahren spielte Julien Dubois bei Regisseuren wie Jean-Charles Tacchella (Schnittwunden, 1987) und Claude Chabrol (Madame Bovary, 1991)

## Filmografie
- 1976: Les Lolos de Lola
- 1979: Liebe auf der Flucht (L’amour en fuite )
- 1984: Paris vu par… 20 ans après
- 1985: Passage secret
- 1985: Scout toujours…
- 1987: Schnittwunden (Travelling avant)
- 1991: Madame Bovary
- 2008: Les Enfants de Timpelbach